# پارک زمین‌شناسی لوشان
پارک زمین‌شناسی لوشان (庐山世界地质公园) در منطقه‌ای اطراف پارک ملی لوشان در جیاجیانگ واقع شده است. این منطقه حفاظت‌شده با مساحتی بالغ بر ۵۰۰ کیلومتر مربع (۱۹۰ مایل مربع) از یانگ‌تسه تا حوضه دریاچه پویانگ امتداد دارد.

## جاذبه‌ها

### جاذبه‌های طبیعی
این پارک شواهدی از یخبندان کواترنری و پرتگاه گسل‌های برجسته زمین‌شناسی از دوره کواترنری را در خود جای داده است.
مناظر حاصل از این پدیده‌ها شامل کوه لو (Lu'shan)، سایر کوه‌ها و قله‌ها، دره‌ها، ژرف‌دره‌ها، آبکند‌ها، سنگ‌چینه‌ها، غارهای طبیعی و آبشارها می‌شود.

### جاذبه‌های فرهنگی
این منطقه همچنین میزبان تعداد زیادی معبد تائوئیسم و بودیسم و همچنین چندین نشانه از کنفسیوس‌گرایی است.

## حفاظت
در سال ۱۹۹۶، کوه لو به عنوان میراث جهانی یونسکو ثبت شد. در سال ۲۰۰۴، پارک زمین‌شناسی لوشان به عضویت شبکه جهانی ژئوپارک‌ها درآمد.
این پارک یک مقصد محبوب برای بازدیدکنندگان و جاذبه‌های گردشگری است و به عنوان مقصدی خنک برای تابستان شناخته می‌شود.